# Световна телевизионна титла на ECW
Световната телевизионна титла на ECW (на английски: ECW World Television Championship) е кеч титла, използвана от Екстремния шампионат по кеч (ECW), до 2001 г.
Въведена в Националния кеч съюз (NWA) и Източния шампионат по кеч през 1992 г., тя е главно притежание на ECW.

## История
Титлата е създадена на 12 август 1992 г. в Източния шампионат по кеч, и тогава е известна като Телевизионна титла на Източния шампионат по кеч. ECW е член на NWA, докато не се отделя от тази организация, през януари 1993 г. и официално през септември 1994 г. става Екстремен шампионат по кеч. Тогава титлата сменя и своето име на Световна телевизионна титла на ECW. Последната защита на титлата се състои на 15 декември 2000 г., когато титулярният колан е откраднат от съблекалнята и е закрита през април 2001 г., когато ECW фалира. Впоследствие, активите на ECW са закупени от World Wrestling Entertainment (WWE). През 2006 г. WWE възобновява франчайзинга на ECW като марка на WWE, която остава активна до 2010 г., но не връща титлата, избирайки само да съживи Световната титла в тежка категория на ECW.